# Assata Shakur

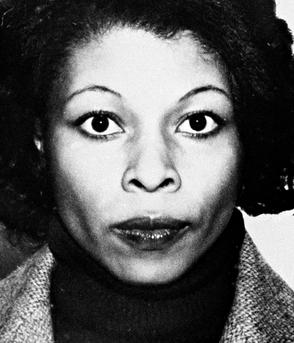
Assata Shakur

Assata Olugbala Shakur (* 16. Juli 1947 in New York City als Joanne Deborah Byron, verheiratet Chesimard) ist eine US-amerikanische militante Politaktivistin, die in den 1970er Jahren wegen Mordes verurteilt wurde und nach Kuba floh. In den USA steht sie auf der Liste der meistgesuchten Terroristen des FBI.

## Leben
Ende der 1960er-Jahre kam die Studentin Assata Shakur in Kontakt mit der aufkommenden Bürgerrechtsbewegung in den USA. Sie tauschte ihren "Sklavennamen" Joanne Deborah Byron gegen den selbstgewählten afrikanischen. Shakur politisierte sich und stieß zu der Black Panther Party, für die sie unter anderem an Universitäten aktiv war, und arbeitete mit Kindern aus Schwarzen Communitys. Später schloss sie sich dem militanten Arm der Bewegung an und wurde Mitglied der schwarz-nationalistisch-marxistischen Untergrundorganisation Black Liberation Army.
Am 2. Mai 1973 wurde ihr Auto wegen einer Verkehrswidrigkeit angehalten, während sie wegen mehrerer Straftaten gesucht wurde. Bei der folgenden Schießerei wurde ein Polizist getötet und einer lebensgefährlich verletzt. Shakur wurde dabei angeschossen und kurz darauf mit einem Begleiter festgenommen, der andere wurde bei dem Schusswechsel getötet. In einem Strafverfahren wurde sie unter anderem wegen Mordes zu lebenslanger Freiheitsstrafe verurteilt, der überlebende Begleiter erhielt ebenfalls lebenslange Freiheitsstrafe. Shakur bestand jedoch darauf, nicht selbst geschossen zu haben.
Am 2. November 1979 wurde sie von einem bewaffneten Black-Liberation-Army-Kommando aus dem Gefängnis Clinton Correctional Facility for Women befreit. Seitdem ist sie auf der Fahndungsliste des FBI. Bis 1984 lebte sie im Untergrund, dann erhielt sie in Kuba politisches Asyl.
Am 2. Mai 2013 hat das FBI wegen ihrer 1979 begangenen Gefängnisflucht ein Kopfgeld in Höhe von bis zu einer Million US-Dollar auf ihre Ergreifung ausgesetzt. Eine weitere Million kommt vom Bundesstaat New Jersey. Da sie als „domestic terrorist“ (inneramerikanische Terroristin) eingestuft wird, ist sie damit die erste Frau, die das FBI auf der Liste der meistgesuchten Terroristen führt.
Im Zuge des im Dezember 2014 eingeleiteten Verhandlungsprozesses zur Normalisierung der Beziehungen zwischen Kuba und den Vereinigten Staaten rückte auch Assata Shakurs Situation wieder in den Fokus medialer Berichterstattung. Eine von US-amerikanischer Seite thematisierte Auslieferung schloss die kubanische Regierung jedoch mit dem Hinweis aus, dass sie an ihrem Recht festhalte, Menschen nach eigenem Ermessen politisches Asyl zu gewähren.
Assata Shakur war Patentante des 1996 gewaltsam ums Leben gekommenen Rappers Tupac Shakur und ist in der Rap-Szene mehrfach in Musikstücken ehrend erwähnt worden. Unter anderem widmeten ihr Chuck D von der Band Public Enemy, Paris, David Rovics und Common Lieder, wobei vor allem Commons Aufführung von „A Song for Assata“ bei einer Veranstaltung im Weißen Haus im Mai 2011 für eine Kontroverse sorgte.
Shakur war Mitglied der New Communist Movement.